# 679996 Mariyafilippovna
679996 Mariyafilippovna este o planetă minoră (asteroid) din Inner Main Belt⁠(d). A fost descoperită pe 9 august 2023 la  de . 
Obiectul prezintă o orbită caracterizată de o semiaxă mare de 1,8695666226434 UAi, o excentricitate de 0,096139776135246, o înclinație de 24,869406414942 ° în raport cu ecliptica.